# Карамба
Карамба (ісп. ¡Ay, caramba!; вимовляється [ˈai | ka.ˈɾam.ba]) — вигук огиди, або здивування у латино-американських діалектах іспанської. Походить від іспанського вигуку ¡ay! («Ой!», ознака несподіванки або болю) та caramba (евфемізм для carajo). «Caramba!» з іспанської можна перекласти як «Чорт забирай!» або «Хай йому грець!».

## Згадки в культурі
У поемі, виданій в 1859 (Après la bataille), Віктор Ґюґо описує іспанських солдатів у часи Наполеонівських воєн, які кричать «Caramba!».
Фразу часто використовують стереотипні мексиканці у літературі в стилі Дикого Заходу (наприклад, пригоди Текса Вілера чи Лакі Люка).
Також, «Ай, Карамба!» — комічний вигук анімаційного персонажа Барта Сімпсона, який означає, що Барт побачив щось дивне, або якщо щось роблять з його речами.

### Телевізійні серіали
Ay Caramba! називалася телепередача, у якій показували кумедні домашні відео. Транслювалася протягом 1998–2006 рр. іспанською мовою, телемережею TV Azteca.